# Montebello (Nowy Jork)
Montebello – wieś w Stanach Zjednoczonych, w stanie Nowy Jork, w hrabstwie Rockland.